# NGC 1129
NGC 1129 is een elliptisch sterrenstelsel in het sterrenbeeld Perseus. Het hemelobject werd op 17 oktober 1786 ontdekt door de Duits-Britse astronoom William Herschel.

## Synoniemen
- PGC 10959
- UGC 2373
- MCG 7-7-4
- ZWG 539.124
- VV 85
- ZWG 540.6